# Hatha jóga

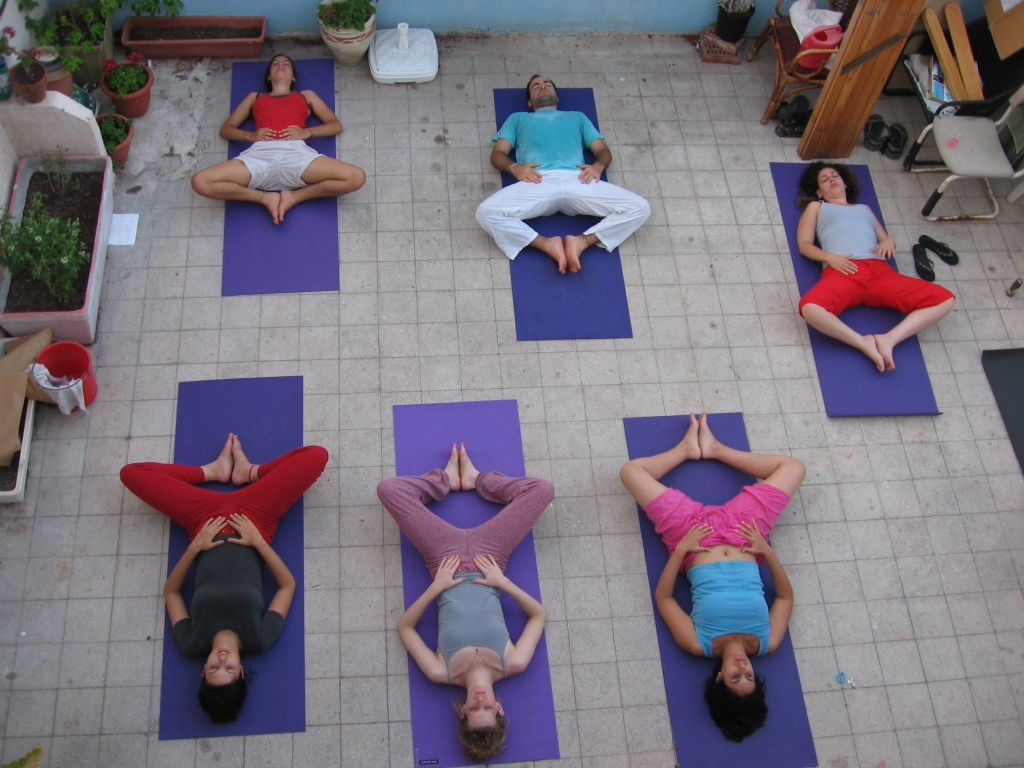
Společné cvičení ásan (pozic těla)

Hatha Jóga (v dévanágarí हठयोग ) je specifický systém jógy, jehož hlavní součástí jsou ásany (pozice těla), pránájáma (ovládání dechu) a meditace (zklidnění mysli). Tento systém jógy, známý pod názvem Rádža jóga („Královská jóga“ pevné vůle a sebekázně), založili náthovští jogíni Matsjendra Nátha a jeho učedník Górákša Nátha z 10. až 11. století a rozpracoval další náthovský jogín Swátmáráma Jógi z 15. až 16. století ve svém spise „Hatha Jóga Pradipika“. Cílem Hatha jógy je očista těla a ducha podle těch samých principů, které popisuje Pataňdžali ve svých Jóga sútrách. Na Západě je Hatha jóga často spojována s filosofií jógy, jejíž podstatou je obnovení spojení individuálního Já (átman) s universálním Bytím (paramátman), které vede k osvícení (mókša). Hlavním důvodem k praktikování Hatha jógy na Západě je zlepšení mentálního a fyzického zdraví.
Sanskrtské slovo hatha je složeno ze sanskrtských slovních kořenů ha a tha, jejichž mnohačetnému významu odpovídají nejvíce významy nutit a stáhnout se. Hatha znamená – nutit (duch) stáhnout se (od vnějších vjemů). Část „ha“ pak prezentuje mužský element, energie slunce, Šíva, Puruša (vědomí), zápal, síla, pravý energetický kanálek prány Pingala, den, extrovertní síla, yang, zatímco „tha“ je ženský element, intelekt, Šakti, Prákrti (příroda), levý pránický kanálek energie Ida, kreativita, lunární energie, myšlenky, potenciál, chladivý efekt, noc, introvertní síla, yin.Cílem hathajógové praxe je pak sladit tyto dva ko-existující elementy do centrálního pránického kanálku Sušumna (prána – životní energie), kdy nastává harmonie těla, mysli i duše a sádhaka (praktikant) dojde ke stavu Samadhi.

## Přehled
Tradiční Hatha jóga je všezahrnující jogínský způsob života, zahrnující jak mravní disciplíny (jáma a nijáma), tak i tělesné pozice (ásana), procedury k čistění těla (šatkríja), pózy (mudry), jogínské dýchání (pránajáma) a meditaci. Na Západě převládá praktikování tělesných pozic a jsou tím rozuměna především fyzická cvičení. Hatha jóga a radža jóga se konceptuálně od sebe liší, i když v některých bodech se kryjí. Za radža jógu (radža – královská), neboli ashtanga jóga (aš-osm, tanga-pilíř), tradičně považujeme Patandžaliho osmidílnou stezku na cestě za osvícením, prezentovanou Patandžaliho knihou Jóga Sútra. Stáří Jóga Sútry se odhaduje na 200 př. n. l., ačkoliv se o stáří spisu Jóga Sútra vedou debaty. Radža jóga je tak nicméně mnohem starší než Hatha jóga. Rozdíl mezi nimi spočívá zejména v tom, že zatímco záměr radža jóga je od počátku ovládnout mysl, hatha jóga tvrdí, že je potřeba nejdříve očistit a ovládnout činnost fyzického (hruběhmotného) těla, a to pomocí hathajógových praktik, prezentovaných právě v Hatha Yoga Pradipika. Radža jóga a Hatha jóga se tak navzájem doplňují a prolínají, ačkoliv každá z nich má svůj vlastní koncept. Hatha jógu pak můžeme vnímat jako přípravný krok k radža józe.

### Jama
V Hatha Yoga Pradipika se uvádí deset jam, a jsou to tyto: Ahimsa (neubližování), Satja (satya-pravda), Astéja (asteya -nekradení, nepřivlastňování si), Brahmačárija (brahmacharya-zdrženlivost), Kšáma (Kshama -trpělivost), Drití (dhriti-odvaha), Dajé (daye-soucit) Ardžáva (arjava -upřímnost), Mitahára (mitahara-střídmé stravování), Sauča (shaucha-čistota).

### Nijama
Dále v Hatha Yoga Pradipika nalezneme deset nijam, tyto jsou: Tapa (tapa – odříkání), Santóša (santosha – spokojenost), Ástikja (astikya – víra v Boha), Dána (dan – darování), Išvara Púdžana (ishwara pujana – uctívání Boha), Ládža Hrí (lajja hri – cudnost, nenáročnost), Sidhánta vákja šravána (siddhanta vaakya shravana – poslech vznešené hudby), Buddhi (buddhi – soudnost, intelekt, schopnost rozlišování), Džapa (japa – opakovaná recitace manter), Hóma (hom – obětování). Jamy a Nijamy uvedené v Hatha Yoga Pradipika se liší od těch v Patandžaliho Jóga Sútra.

### Ásana (pozice)
Hatha Yoga Pradipika, v překladu „světlo na hathajógu“, kompilována jogínem Swatmaramou v 15. století, představuje 15 asán. Jsou to: Swastikasana (sed se skříženýma nohama), Gomukhasana (pozice kravského obličeje), Veerasana (Hrdina), Koormasana (Želva), Kukkutasana (Kohout), Uttankoormasana, Dhanurásana (Luk), Matsyendrásana (Ryba), Pasčihimotanásana (předklon v sedu), Šavásana (Mrtvola), Siddhásana (Pohodlný sed), Padmásana (Lotosový sed), Simhásana (Lev), Bhadrásana (Sed se složenýma nohama).

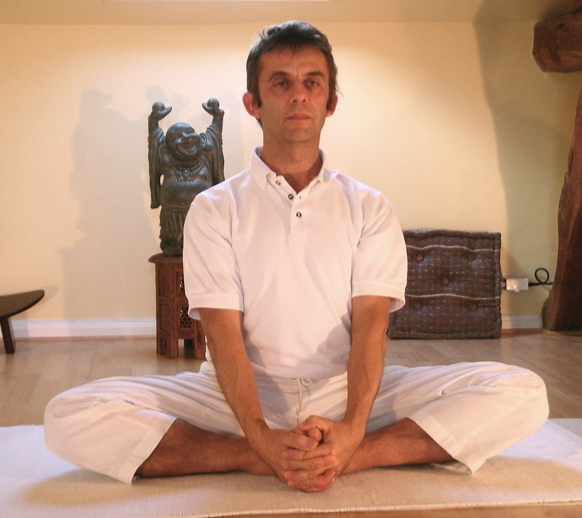
Baddha kon ásana
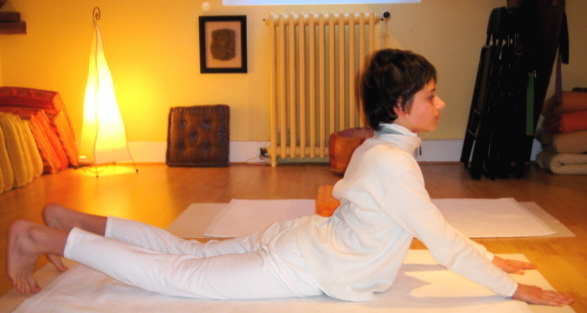
Bhudžang ásana
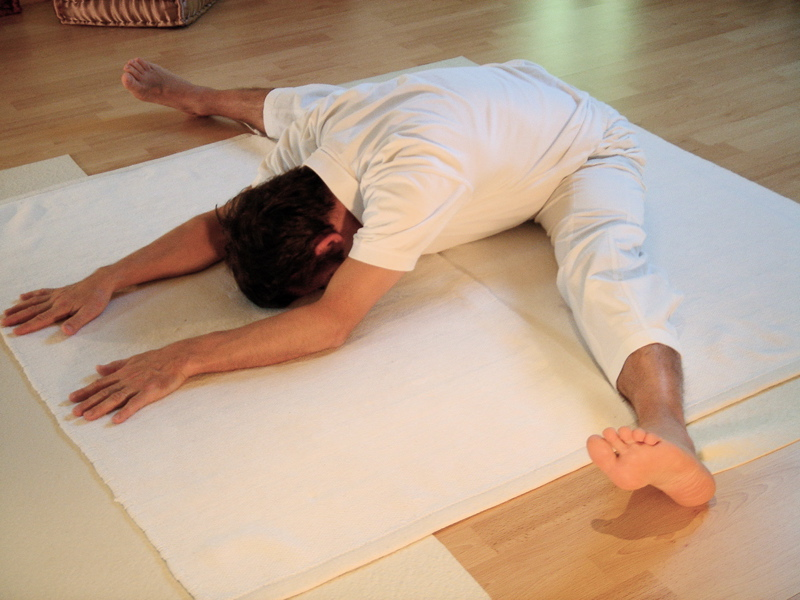
Upa višakon ásana
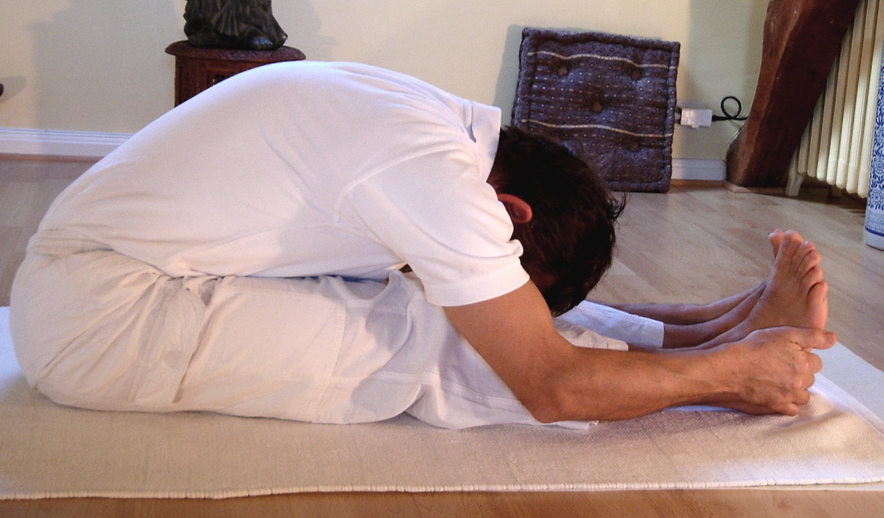
Pasčhimotan ásana
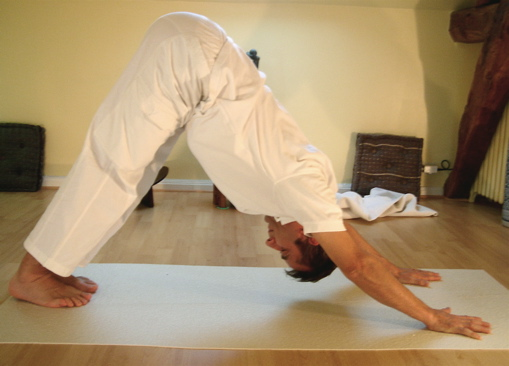
Ado mukašvan ásana
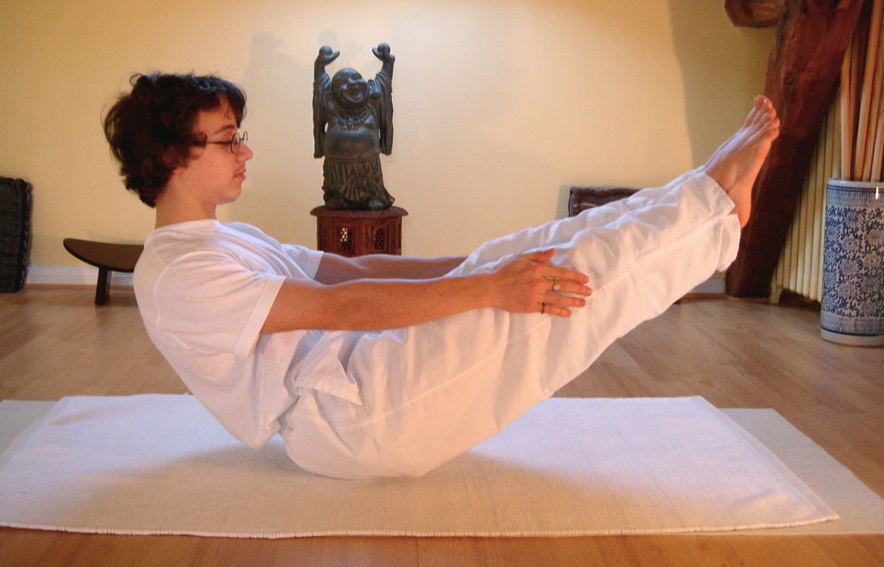
Paripurna nav ásana
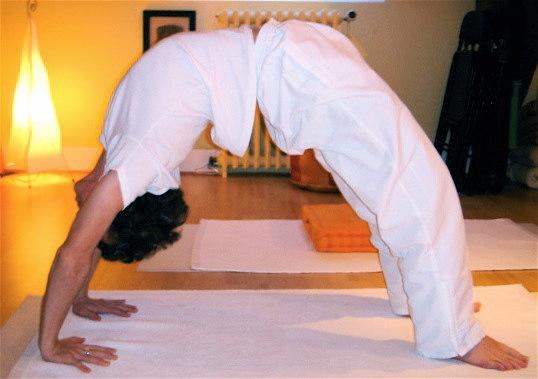
Urdva dhanur ásana
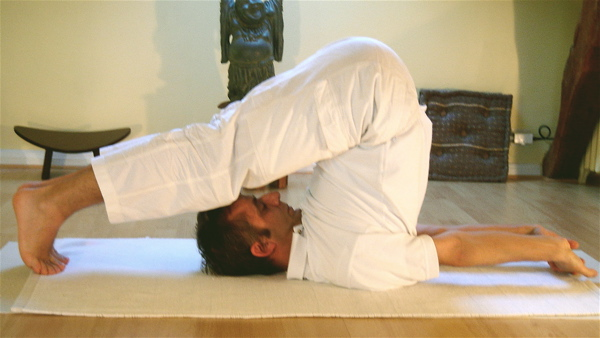
Hal ásana
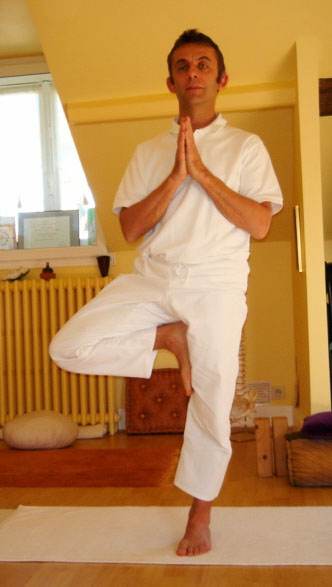
Bhagarit ásana
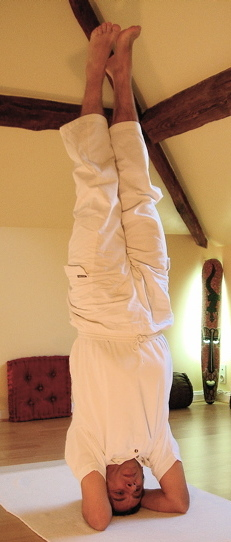
Širš ásana
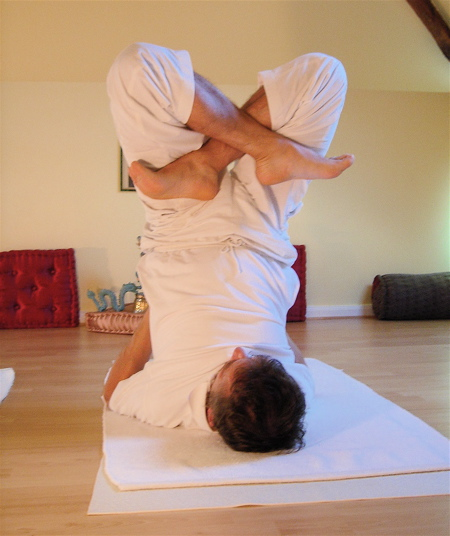
Padma sarvang ásana
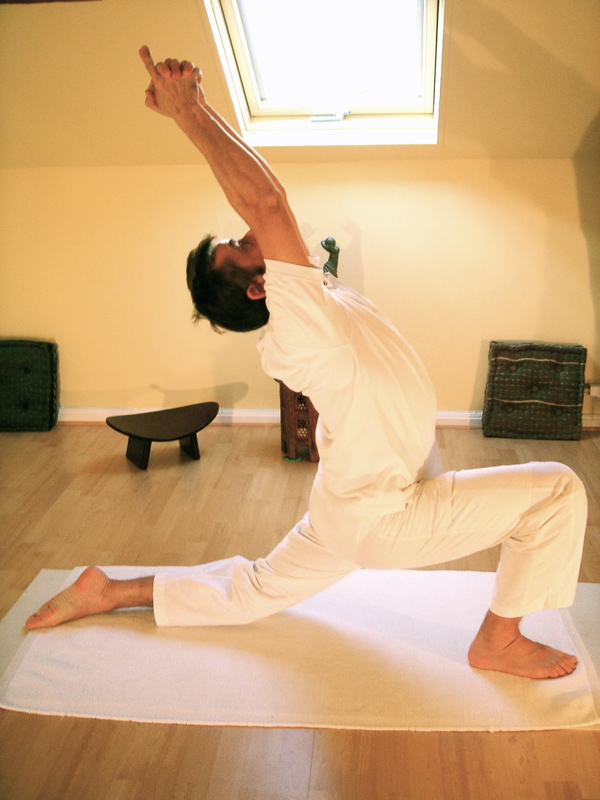
Godha pitham ásana